# Hywel Williams
Hywel Williams, född 14 maj 1953 i Pwllheli i Wales, är en brittisk politiker (Plaid Cymru). Han är ledamot av underhuset för Arfon sedan 2001.